# 斯基傑利

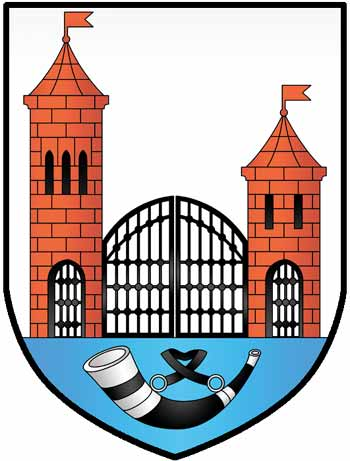

斯基傑利（羅馬化：Skidzieĺ，羅馬化：Skidel'）是白俄羅斯格羅德諾州格羅德諾區內的城市，位於首府格羅德諾東南30公里，2023年人口数量为9,742人。第二次世界大戰期間，納粹德國在1941年6月27日至1944年7月14日佔領該鎮。